# Eugen Krajcik

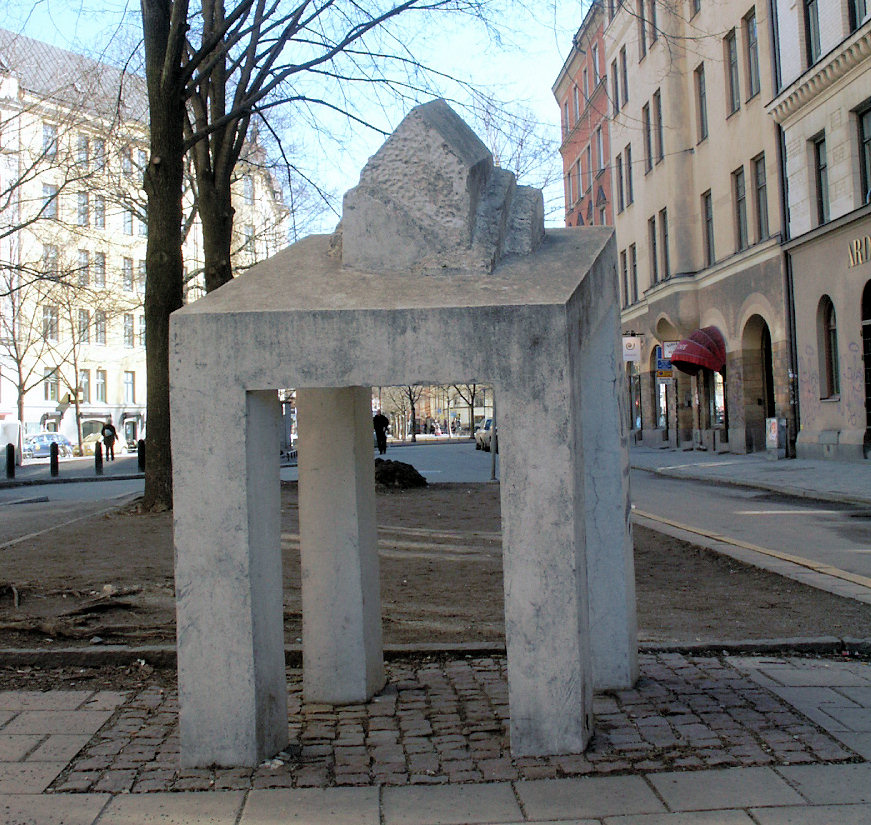
Stilleben på Katarina Bangata i Stockholm

Eugen Krajcik, född 15 augusti 1943 i Tjeckoslovakien, död 1 februari 1999 i i Rådmansö, Norrtälje församling, Stockholms län, var en tjeckisk-svensk skulptör.
Eugen Krajcik utbildade sig på konstfackskola i Tjeckoslovakien 1958-62, konsthögskola i Prag 1962-67 och i Västberlin 1968.
Eugen Krajcik kom som flykting till Sverige efter Warszawapaktens invasion av Tjeckoslovakien 1968. Han var far till konstnärerna Jakob Krajcik och Klara Kristalova.

## Offentliga verk i urval
- Stilleben, 1983, Katarina Bangata på Södermalm i Stockholm
- Folkflinet, cortenstål på granitsten, 1989, Skvallertorget (Kåktorget) vid Lilla Brogatan i Norrtälje
- Roslagslandskap, två reliefer i cortenplåt, 1996, på mur vid lastkaj på Norrtälje sjukhus västra gård
- Handen, nätarmerad fiberputs, 1996, Bostadsrättsföreningen Hagaporten, Nygatan, i Karlstad